# Скарга про поділ імперії
Скарга про поділ імперії — ода, написана у середині IX століття дияконом Ліонської єпархіальної церкви Флором Ліонським і присвячена розпаду Франкської імперії. Ода сповнена гіркими роздумами про долю створеної Карлом Великим держави і водночас є мимовільним свідченням об'єктивної зумовленості її розпаду.